# ماکمال
ماکمال (به لاتین: Makmal) یک رود در قرقیزستان است که در شهرستان دقوز دارا واقع شده‌است.